# 7214 Anticlus
A 7214 Anticlus (ideiglenes jelöléssel 1973 SM1) egy kisbolygó a Naprendszerben. Cornelis Johannes van Houten,  Ingrid van Houten-Groeneveld,  Tom Gehrels fedezte fel 1973. szeptember 19-én.